# Stanisław Zieliński (adwokat)
Stanisław Zieliński (ur. 7 maja 1875 w Wilnie, zm. 19 stycznia 1954 w Warszawie) – polski prawnik, adwokat, konsul generalny RP w Berlinie, poseł na Sejm III kadencji w II RP z ramienia Stronnictwa Narodowego, kierownik wydziału wschodniego Sekcji Politycznej Departamentu Spraw Zagranicznych Delegatury Rządu na Kraj.

## Życiorys

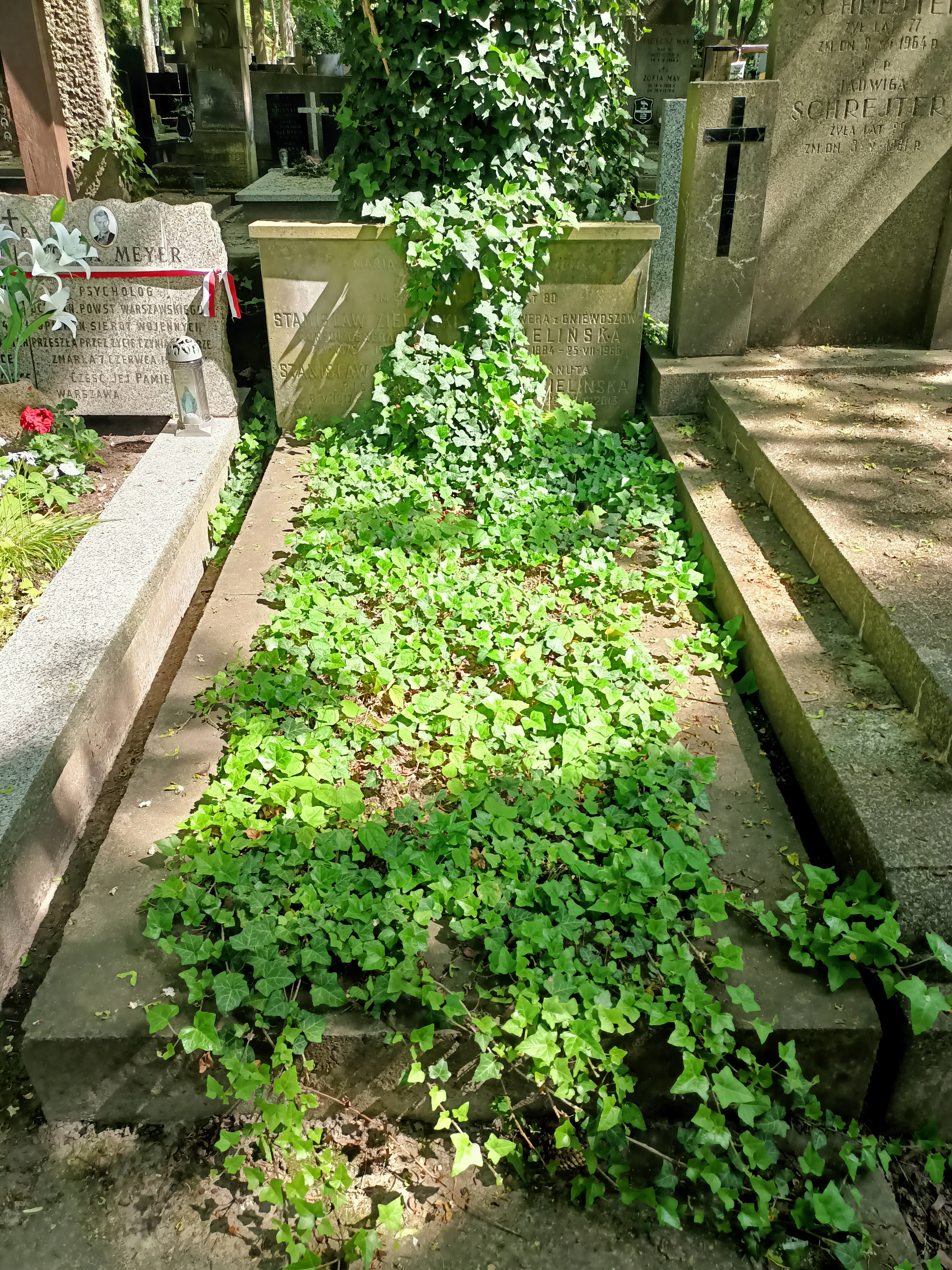
Grób prawnika Stanisława Zielińskiego na Cmentarzu Powązkowskim

Ukończył studia prawnicze, uzyskując tytuł naukowy doktora praw. Pracował w dyplomacji jako konsul generalny RP w Berlinie. W latach 1930–1935 był posłem Sejmu Rzeczypospolitej Polskiej III kadencji.
Od 18 do 26 września 1933 pełnił funkcję zastępcy strony cywilnej w procesie przed Sądem Okręgowym w Sanoku, o zabójstwo Jana Chudzika, działacza narodowego zastrzelonego 14 maja 1933 w Brzozowie (wyznaczyli go żona zamordowanego, Janina i ranny w zamachu mjr Władysław Owoc); drugim zastępcą strony cywilnej był inny działacz SN Jan Pieracki.
Był mężem Ksawery z Gniewoszów (1884–1966), ojcem Stanisława, pisarza.
Zmarł w Warszawie, pochowany na cmentarzu Powązkowskim (kwatera 108-2-6).

## Ordery i odznaczenia
- Krzyż Oficerski Orderu Odrodzenia Polski (7 listopada 1925)[3]